# Ranavalona madagaszkári királyi hercegnő
Ranavalona (1862 – Saint-Denis, Réunion, 1897. március 22.), születési neve: Razafinandriamanitra III Ranalavola. Andriambelomaszina imerinai király 7. leszármazottja. Az Imerina-dinasztia tagja. Dzsombe Szudi és Szalima Masamba mohéli királynők rokona. Az anyai nagynénje, III. Ranavalona madagaszkári királynő örökbe fogadta, utódjává tette, és akinek a tiszteletére a neve Ranavalona lett.

## Származása

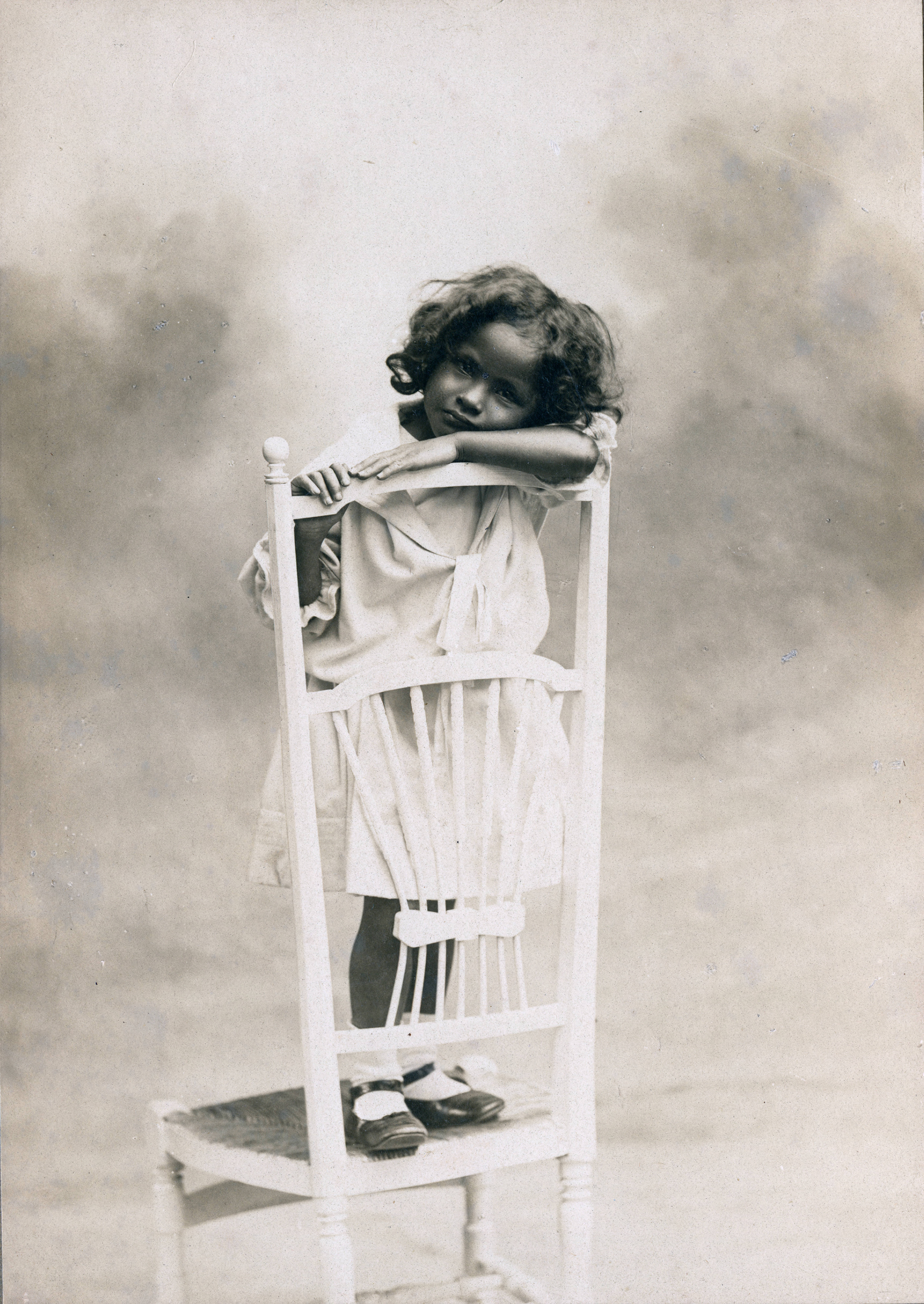
A lánya, Mária Lujza Ranavalo hercegnő 1900-ban háromévesen

Anyja, Raszendranoro (1860–1901) hercegnő, aki Andriantszimianatra úrnak, Rabodonandrasana hercegnő fiának és Raketaka madagaszkári királyi hercegnőnek az idősebb lánya, III. Ranavalona madagaszkári királynőnek volt a nővére. A nagyapja, Andriantszimianatra úr Andriamasinavalona imerinai király (ur.: 1675–1710) szépunokája (5. leszármazottja) volt, annak fia, Rakotofananona (Andriankotofananina) herceg révén. Nagyanyja, Raketaka hercegnő pedig Andriambelomaszina imerinai király (ur.: 1730–1770) szépunokája (5. leszármazottja) volt, annak leánya, Ranavalonjanjanahary hercegnő révén. 

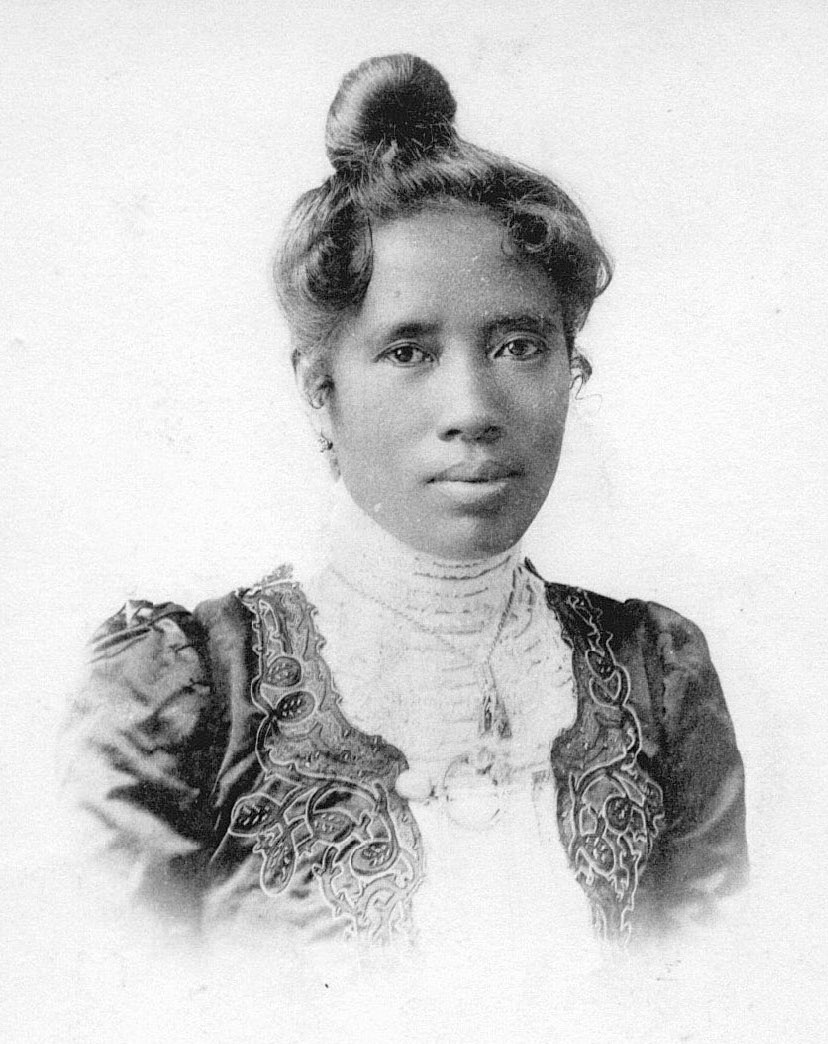
III. Ranavalona királynő 1900 előtti fényképe

Anyjának a húgát II. Ranavalona madagaszkári királynő halálakor, 1883. július 30-án III. Ranavalona néven Madagaszkár uralkodójává kiáltották ki.
Mivel III. Ranavalonának egyik házasságából sem születtek gyermekei, ezért nővérének, Raszendranoro hercegnőnek a lányait tekintette örököseinek, akiket örökbe is fogadott. Az idősebb lány, Rasoherina (1881–1895 előtt) hercegnő azonban fiatalon meghalt, így az ifjabb leány, Ranavalona (1882–1897) hercegnő lett a következő trónörökös 1895-ben.

## Élete
III. Ranavalonát azonban 1897. február 28-án trónfosztották a franciák, és előbb ideiglenesen Réunion szigetére, majd állandó lakhelyéül kijelölve Algériába száműzték. A száműzetésbe követte a nagynénje, az anyjának, Raketaka hercegnőnek a féltestvére, Ramaszindrazana hercegnő, a nővére, Raszendranoro és az előrehaladottan terhes lánya, Ranavalona hercegnő. A királynő unokahúga azonban meghalt, miután 1897. március 15-én Réunion szigetén 15 évesen világra hozta egyetlen gyermekét, Mária Lujza Ranavalo hercegnőt. A nővérének újszülött unokája így a trónját elvesztett királynőnek már csak hipotetikus örököse lett. A száműzött királynő nővére, a kamaszkorában elhunyt Ranavalona hercegnő anyja, Raszendranoro Algériában halt meg 1901. november 9-én, amikor az unokája, Mária Lujza még csak négyéves volt, ezért a nagynagynénje és mostoha(nagy)anyja, a trónfosztott és száműzött III. Ranavalona királynő örökbe fogadta, és nevelte fel Mária Lujzát.
Madagaszkár utolsó királynője 1917. május 23-án halt meg Algéria székhelyén, Algírban. Nagynokahúga és örökbe fogadott lánya, az ekkor már húszéves Mária Lujza Ranavalo lett a madagaszkári királyi ház feje.

## Gyermeke
- Férjétől, Édouard Andriantsalama (1878–?) úrtól, Tsinjoarivo alkormányzójától, nem születtek gyermekei
- Házasságon kívüli kapcsolatából Gérard francia katonatiszttel, 1 leány:
  - Mária Lujza Ranavalo (1897–1948) madagaszkári királyi hercegnő, IV. Ranavalona néven 1917-től a madagaszkári királyi ház feje, férje André Bosshard agrármérnők, elváltak, gyermekei nem születtek